# Botswana a 2024. évi nyári olimpiai játékokon
Botswana a franciaországi Párizsban megrendezett 2024. évi nyári olimpiai játékok egyik részt vevő nemzete volt. Az országot az olimpián 2 sportágban 14 sportoló képviselte, akik összesen 2 érmet szereztek.

## Érmesek
| Érem  | Versenyző                                                      | Sportág  | Versenyszám           |
| ----- | -------------------------------------------------------------- | -------- | --------------------- |
| Arany | Letsile Tebogo                                                 | Atlétika | Férfi 200 m           |
| Ezüst | Busang Kebinatshipi Bayapo Ndori Anthony Pesela Letsile Tebogo | Atlétika | Férfi 4 × 400 m váltó |

## Atlétika
Férfi
| Versenyző                                                      | Versenyszám     | Selejtező | Selejtező | Selejtező | Előfutam | Előfutam | Előfutam | Vigaszág | Vigaszág | Vigaszág | Elődöntő | Elődöntő | Elődöntő | Döntő   | Döntő    |
| Versenyző                                                      | Versenyszám     | Idő       | Hely.     | Össz.     | Idő      | Hely.    | Össz.    | Idő      | Hely.    | Össz.    | Idő      | Hely.    | Össz.    | Idő     | Helyezés |
| -------------------------------------------------------------- | --------------- | --------- | --------- | --------- | -------- | -------- | -------- | -------- | -------- | -------- | -------- | -------- | -------- | ------- | -------- |
| Letsile Tebogo                                                 | 100 m           | kiemelt   | kiemelt   | kiemelt   | 10,01    | 2.       | 7.       |          |          |          | 9,91     | 2.       | 6.       | 9,86    | 6.       |
| Letsile Tebogo                                                 | 200 m           |           |           |           | 20,10    | 1.       | 5.       | erőnyerő | erőnyerő | erőnyerő | 19,96    | 1.       | 1.       | 19,46   |          |
| Busang Kebinatshipi                                            | 400 m           |           |           |           | 44,45    | 3.       | 4.       | erőnyerő | erőnyerő | erőnyerő | 44,43    | 3.       | 9.       | kiesett | kiesett  |
| Bayapo Ndori                                                   | 400 m           |           |           |           | 44,87    | 2.       | 12.      | erőnyerő | erőnyerő | erőnyerő | 44,43    | 4.       | 10.      | kiesett | kiesett  |
| Leungo Scotch                                                  | 400 m           |           |           |           | 45,28    | 5.       | 25.      | 45,33    | 2.       | 4.       | 45,16    | 7.       | 19.      | kiesett | kiesett  |
| Kethobogile Haingura                                           | 800 m           |           |           |           | 1:46,46  | 7.       | 32.      | 1:45,52  | 1.       | 10.      | 1:44,95  | 7.       | 7.       | kiesett | kiesett  |
| Tshepiso Masalela                                              | 800 m           |           |           |           | 1:45,58  | 3.       | 14.      | erőnyerő | erőnyerő | erőnyerő | 1:45,33  | 2.       | 12.      | 1:42,82 | 7.       |
| Tumo Nkape                                                     | 800 m           |           |           |           | 1:46,99  | 6.       | 40.      | 1:45,57  | 7.       | 30.      | kiesett  | kiesett  | kiesett  | kiesett | kiesett  |
| Victor Ntweng                                                  | 400 m gát       |           |           |           | 49,59    | 5.       | 27.      | 48,88    | 3.       | 25.      | kiesett  | kiesett  | kiesett  | kiesett | kiesett  |
| Bayapo Ndori Busang Kebinatshipi Anthony Pesela Letsile Tebogo | 4 × 400 m váltó |           |           |           | 2:57,76  | 1.       | 1.       |          |          |          |          |          |          | 2:54,53 |          |

Női
| Versenyző    | Versenyszám | Előfutam | Előfutam | Előfutam | Vigaszág | Vigaszág | Vigaszág | Elődöntő | Elődöntő | Elődöntő | Döntő   | Döntő    |
| Versenyző    | Versenyszám | Idő      | Hely.    | Össz.    | Idő      | Hely.    | Össz.    | Idő      | Hely.    | Össz.    | Idő     | Helyezés |
| ------------ | ----------- | -------- | -------- | -------- | -------- | -------- | -------- | -------- | -------- | -------- | ------- | -------- |
| Oratile Nowe | 800 m       | 2:01,00  | 6.       | 38.      | 2:03,29  | 5.       | 40.      | kiesett  | kiesett  | kiesett  | kiesett | kiesett  |

## Úszás
Férfi
| Versenyző       | Versenyszám | Előfutam | Előfutam | Előfutam | Elődöntő | Elődöntő | Elődöntő | Döntő   | Döntő    |
| Versenyző       | Versenyszám | Idő      | Hely.    | Össz.    | Idő      | Hely.    | Össz.    | Idő     | Helyezés |
| --------------- | ----------- | -------- | -------- | -------- | -------- | -------- | -------- | ------- | -------- |
| Adrian Robinson | 100 m mell  | 1:02,79  | 3.       | 27.      | kiesett  | kiesett  | kiesett  | kiesett | kiesett  |

Női
| Versenyző    | Versenyszám | Előfutam | Előfutam | Előfutam | Elődöntő | Elődöntő | Elődöntő | Döntő   | Döntő    |
| Versenyző    | Versenyszám | Idő      | Hely.    | Össz.    | Idő      | Hely.    | Össz.    | Idő     | Helyezés |
| ------------ | ----------- | -------- | -------- | -------- | -------- | -------- | -------- | ------- | -------- |
| Maxine Egner | 100 m gyors | 58,98    | 3.       | 27.      | kiesett  | kiesett  | kiesett  | kiesett | kiesett  |